# Gudmund
Gudmund (Guðmundr) de acordo com a saga Hervarar foi um rei em Jötunheim em Finnmark, Noruega que reinava sobre uma terra chamada Glæsisvellir.
Diz-se que ele e os seus homens viviam muitas vezes o lapso de homens normais, pelo facto de os pagãos acreditarem que o Glaesisvellir se localizava no seu reino. Depois da sua morte, foi adorado como deus e eram-lhe oferecidos sacrifícios.
Segundo Heimskringla do escaldo islandês Snorri Sturluson, o rei sueco Granmar de Södermanland tinha dois filhos, mas a lenda sobre o heroi Helgi Hundingsbane cita três filhos: Hothbrodd, Gudmund e Starkad, os três mortos sob a lâmina de aço de Helgi. É possível que a lenda de Helgi mencione outro rei Granmar, uma vez que enquanto o primeiro se refere a um caudilho do século V, Ingjald e o resto pertencem ao século VII.
A saga Hervarar também cita que teve um filho, herdeiro ao trono, chamado Höfund.